# Palpimanus punctatus
Espèce
Palpimanus punctatus est une espèce d'araignées aranéomorphes de la famille des Palpimanidae.

## Distribution
Cette espèce est endémique de Malte.

## Description
La femelle holotype mesure 7,61 mm.

## Publication originale
- Kritscher, 1996 : Ein Beitrag zur Kenntnis der Spinnen-Fauna der Maltesischen Inseln (Chelicerata: Araneae). Annales des naturhistorischen Museums in Wien B, vol. 98, p. 117-156 (texte intégral).